# ムハンマド・アブドゥル・カーデル・ハーテム
ムハンマド・アブドゥル・カーデル・ハーテム（ムハンマド・アブドル・カーディル・ハーテム、アラビア語: محمد عبد القادر حاتم、英語: Muḥammad ʿAbd al-Qādir Ḥātim、1918年9月3日 - 2015年7月7日）は、エジプトの政治家。

## 経歴・人物
アレクサンドリア生まれ。士官学校・カイロ大学・ロンドン大学を卒業。自由将校団の一員としてエジプト革命 (1952年)に参加。 
1957年エジプト議会議員、大統領府副大臣、1959年ラジオ・テレビ担当国務大臣、1962年文化大臣、国民指導・観光大臣、1971年副首相兼文化・情報大臣、国民評議会（上院）議長、エジプト・日本友好協会会長を歴任した。この間3人のエジプトの大統領ガマール・アブドゥル＝ナーセル、アンワル・アッ＝サーダート、ホスニー・ムバーラクに副大統領や副首相として仕えた。
親日家であり、1972年、のちの政治家小池百合子のカイロ大学編入学を援助した。1974年2月公賓として訪日、昭和天皇・内閣総理大臣田中角栄・副総理三木武夫と会談した。1982年、勲一等旭日大綬章を受章した。

## 著作
- 若居亘 訳『太陽に一番近い国 : エジプト七千年の知恵』潮出版社、1980年
- 奴田原睦明 ほか 訳『エジプト : その過去・現在・未来』帝国書院、1981年